# 张韶方
张韶方（1911年4月6日—1968年5月10日），男，原名张效良，山西繁峙县苏家口村人，中华人民共和国政治人物，曾任四川省人民委员会副省长，第三届全国人大代表。

## 生平
1922年至1925年上学期。在村小学及县城高小读书。1925年下学期考入太原成成中学学习。1929年暑期考取国立北平大学法学院。1931年“九一八事变”后参加北平学生代表团赴南京向国民政府请愿抗日活动。这期间结识了一些共产党朋友。1935年暑期从平大法学院毕业后，回太原找职业，因阎锡山的幕僚多为雁北五县同乡的关系，经人介绍在太原行政人员训练所任指导员。阎锡山的“主张公道团”成立后，被吸收为“主张公道团”总部的民众委员会委员。1936年10月参加牺盟会任总会执委。在中共参加领导的牺盟会军政训练委员会中任委员，与中共合作共事。薄一波后来讲：张韶方是我党争取过来的好同志。
抗战初期，任第二战区随营总校指导员(实际工作负责人），主持集训两期青年学兵8个队，结业后大部分分配到山西各县人民武装自卫队担任主要军政干部。1938年春参与组建山西新军政治保卫队，任政治主任。政卫队下属33个大队，共千余人。临汾失守时移驻汾西县山云镇，集体宣誓参加牺盟会。1938年6月兼任政卫队代司令员，在晋西北地区积极发动群众组织自卫队、妇女队、儿童团，并动员青年农民、学生参军，出现了父母送子、妻子送夫的感人场面。汾西县麻阳沟村仅有9户人家，就有14任参加政卫队，其中一家史姓8兄弟在父母支持下都报名参军，批准5人入伍。根据中共山西省委指示，政卫队部建立了贯彻执行抗日救国纲领的政治合法组织“民族革命青年团”临时特别支部，吸取中共党员和进步青年参加“民青”，并自上而下担任各级领导职务，以利巩固部队、掌握领导权开展党的秘密活动。1938年11月任政卫队民青特别支部书记，各级民青组织建立6个分支部、21个支部、87个小组，有团员538人。
1939年6月，政卫队拥有10个大队4000余人，曾参加与日伪军的大小战斗百余次，改编为山西新军政治保卫第209旅任政治主任、代旅长。209旅政治部主任（即政委）由中共派党员廖鲁言担任。这个旅的政工人员多为共产党员和进步分子，团营连长多为旧军官，因政见不同时有摩擦，但张韶方和廖鲁言合作的很好，对新旧两派的摩擦进行调节教育，使绝大多数人保持团结。政卫队创办有《民青生活》(周刊)、《民族革命》(半月刊)、《战斗教育》(周刊)、《政工报》(三日刊)与“前锋剧社”。1939年12月晋西事变前夕，他和209旅政治部主任廖鲁言被困秋林，但他不顾个人安危，愤然向阎锡山发表电报表示反对。“十二月事变”过程中这个旅除少数旧军官离队外，整个旅于1939年12月底编入八路军一一五师晋西支队，突破阎顽军的包围和日伪军的封锁，胜利到达临县招贤镇与八路军主力部队会师。1940年2月随中共地下党员杜心源、狄景襄等从秋林镇奔赴延安，作为民主人士和杜心源、狄景襄一起受到中央统战部领导人和交际处负责人以及廖鲁言的欢迎招待，过了几天由中央统战部副部长南汉宸陪同，张韶方和杜心源、狄景襄一起被毛泽东接见。他们向毛泽东主席汇报了山西阎锡山统治地区的政情，张韶方说阎锡山和蒋介石勾结越来越明显了。毛泽东主席高度赞扬他们并留请他们一同吃便饭，畅谈山西抗战形势。毛泽东主席说阎对蒋越依靠，阎统治的山西地区就要被蒋军占领，阎就失去存在的条件，我党将派人向阎面谈利害等。随后接受八路军驻第二战区办事处主任王世英根据毛泽东主席对阎锡山恢复统战关系的指示，鼓励他们给二战区熟识的朋友写信，作点统战工作，由王世英带回秋林镇转交。张韶方给雁北同乡、牺盟会的负责人之一、曾领导过他的梁化之写的信大意是：希望梁能坚持抗战，抗战到底，他们将在不同的地区不同的岗位上为争取抗战胜利而共勉。抗战胜利后，后会有期等他到晋西北后。
1940年5月党中央决定派到晋西北工作，先后任晋西北行署司法处处长、秘书处处长（即秘书长）、建设处处长、西北农民银行行长。1941年中共中央晋绥分局，根据毛泽东主席的指示，决定原在二战区工作过的同志，联名向阎锡山写信，作“拉”阎一把的工作。晋绥分局委托晋西北行署副主任、党组书记武新宇向在行署作负责工作的张韶方等七人作了布置。他与原在第二战区工作的7位同事联名致书阎锡山，争取与其八路军继续合作抗日。由秘密党员、尚在阎锡山那里任高级职务的胡仁奎带给阎锡山。
1942年5月经晋西北行署党组书记武新宇及司法处长张文昂介绍加入中国共产党。为了便于开展工作，1942年11月由中共晋绥中央分局批准转正并转为特别党员，对外仍以民主人士面目出现。1943年整风审干后，晋绥分局才将他的党员身份公开。1945年3月至9月调任新成立的雁门行署任建设处长。1946年10月任晋绥五分区副专员。1946年12月任晋绥二分区专员。1949年上半年调任晋西北行署秘书长，下半年晋西北行署撤销后调晋西南行署任秘书长。
中华人民共和国建立后，任川西行署财委副主任、四川省人民委员会财贸办公室副主任、四川省副省长兼四川财经学院院长，1961年中共中央西南局财贸办公室主任等职。兼任四川财经学院院长时，大女儿高中毕业后，要求到财经学院读书，他没有答应。亲自总结了江油、梁平等县以及奉节的白帝、峨眉的高桥、隆昌的胡家等一批先进经验，对推动四川和西南地区财贸工作。